# Pace di Riga

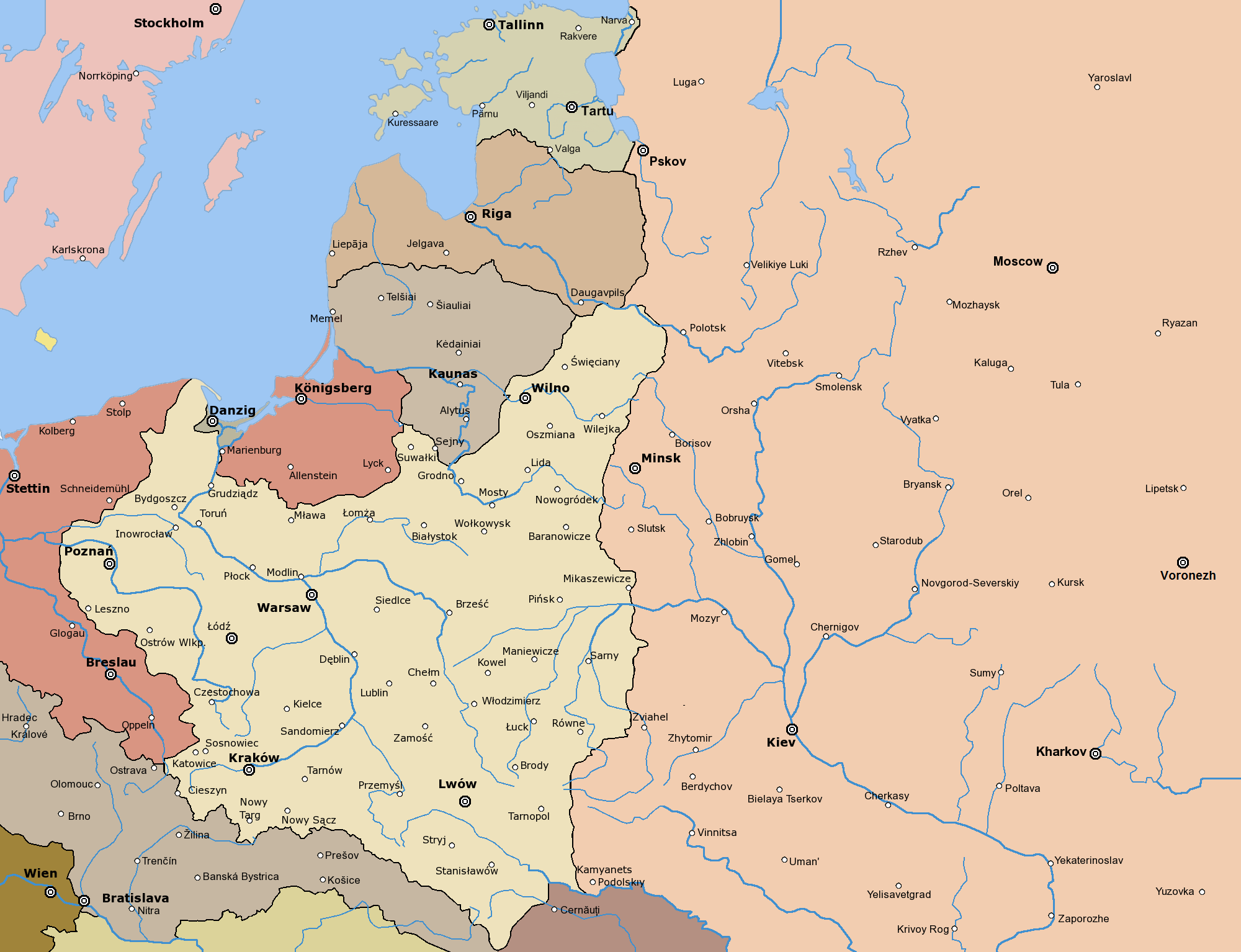
Europa centrale e orientale dopo la pace di Riga.

La pace di Riga (anche conosciuta come trattato di Riga; in polacco: Traktat ryski) fu siglata a Riga il 18 marzo 1921 dalla Polonia da un lato e dalla RSFS Russa e dalla RSS Ucraina dall'altro, ponendo fine alla guerra sovietico-polacca.

## Introduzione
Durante la guerra civile russa i polacchi erano desiderosi di riconquistare tutti i territori della Confederazione polacco-lituana dal loro nemico storico, la Russia, attaccando la Russia a tre mesi dalla dichiarazione di indipendenza nel 1918. Frattanto, i sovietici cercarono di esportare la loro rivoluzione all'Occidente, anche con l'uso della forza se necessario. Se i bolscevichi avessero occupato la Polonia essi sarebbero stati nella posizione di andare in aiuto dei comunisti tedeschi, e forse assicurare il successo della rivoluzione sovietica in Germania. Lo storico John F.C. Fuller ha descritto la battaglia di Varsavia del 1920 come una delle più importanti battaglie di sempre. Dopo quella battaglia, in cui la Polonia trasformò una sconfitta imminente in una grande vittoria, i sovietici furono disposti ad iniziare i negoziati per un trattato di pace.

## Il trattato
I colloqui di pace iniziarono il 17 agosto 1920 a Minsk, ma poiché la controffensiva polacca si avvicinava, questi furono spostati a Riga, e ripresi il 21 settembre. In settembre a Riga i Sovietici fecero due offerte: una il 21 settembre, l'altra il 28. La delegazione polacca fece una controfferta il 2 ottobre. Il 5 i sovietici proposero rettifiche all'offerta polacca che furono accettate dalla Polonia. L'armistizio fu firmato il 12 ottobre e divenne effettivo il 18 ottobre.
I negoziatori principali furono Jan Dąbski per la Polonia e Adol'f Abramovič Ioffe per i sovietici.

Il trattato di Riga fu controverso sin dal principio. Molti sostennero che gran parte di ciò che la Polonia aveva vinto durante la guerra russo-polacca, andò perso nei negoziati di pace che furono, secondo molti, poco lungimiranti e di vedute ristrette. Dal 1921, Piłsudski non fu più capo di Stato, e partecipò solamente come osservatore durante i negoziati di Riga, che egli stesso definì un atto di codardia. A causa delle loro sconfitte militari, i sovietici offrirono alla delegazione di pace polacca sostanziali concessioni territoriali nelle aree di confine disputate. Ad ogni modo, a molti osservatori sembrò che la parte polacca stesse conducendo i colloqui di Riga come se la Polonia non avesse vinto, ma perso la guerra. In effetti, una delegazione parlamentare speciale formata da sei membri del Camera dei deputati della Polonia fece una votazione per decidere se accettare o meno le considerevoli concessioni dei sovietici, che avrebbero lasciato Minsk sul lato polacco del confine. Pressati dal nazional-democratico Stanisław Grabski, i 100 km di territorio in più furono rifiutati: questa fu una vittoria per la dottrina nazionalista e una cruda sconfitta per il federalismo di Piłsudksi; infatti i nazional-democratici immaginavano uno Stato polacco unitario con non più di un terzo di minoranze all'interno dei suoi confini, ai loro occhi un prerequisito per ogni tentativo di polonizzazione di successo. I polacchi decisero così e la loro opinione pubblica chiese la fine delle ostilità; entrambi i fronti erano inoltre messi sotto pressione dalla Società delle Nazioni.

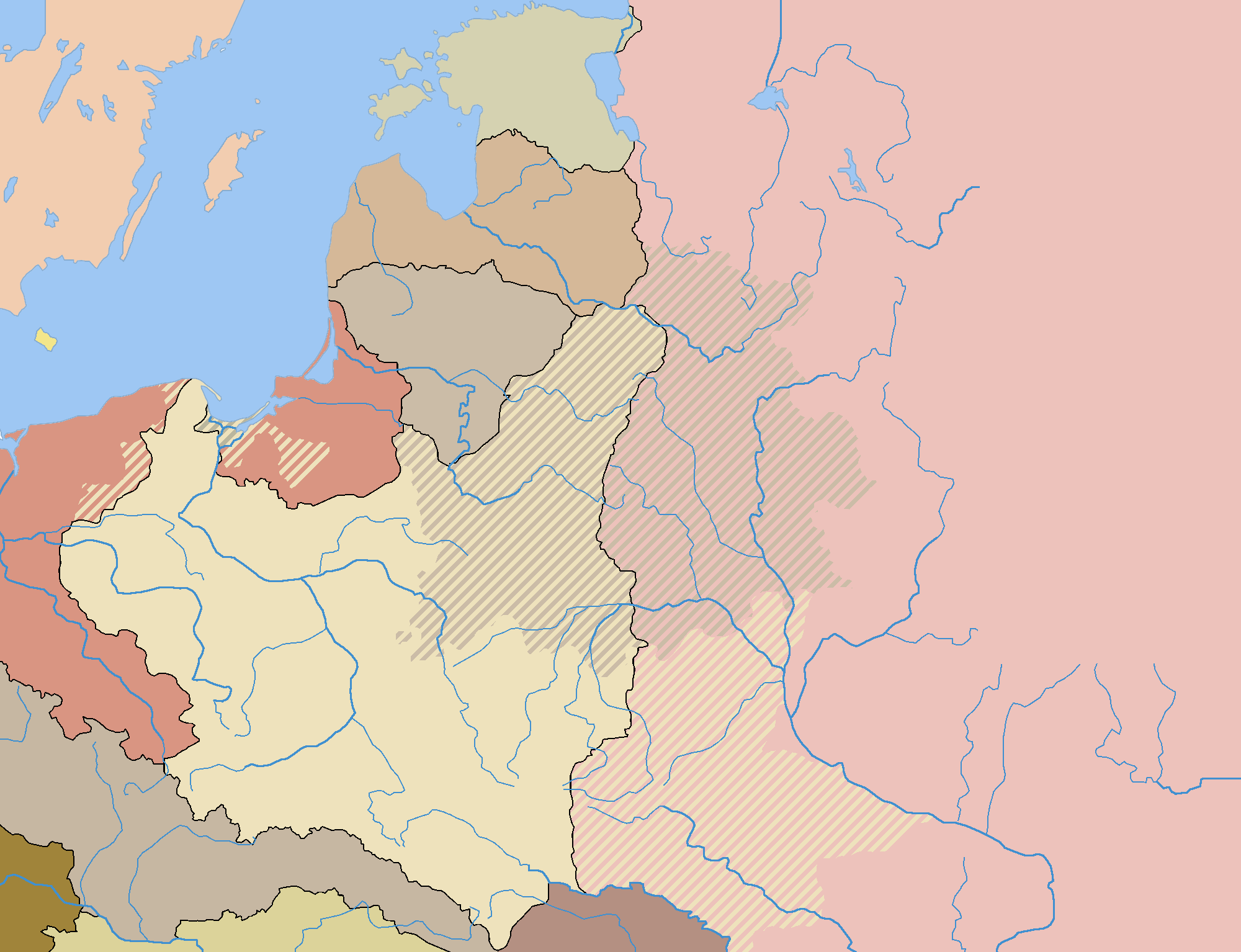
La Polonia dopo la pace di Riga con segnato il confine pre-spartizione della Confederazione Polacco-Lituana

Tuttavia, i negoziati per un trattato di pace si protrassero per mesi a causa della riluttanza a firmare dei sovietici. Comunque, i sovietici dovettero affrontare un crescente malcontento. Tra il 23 febbraio e il 17 marzo essi fronteggiarono una rivolta di marinai a Kronštadt che fu sedata; anche i contadini si ribellarono contro le autorità sovietiche, che raccoglievano grano per sfamare l'esercito. Alla luce di questa situazione, Lenin dispose ai plenipotenziari sovietici di ottenere un trattato di pace. Infine entrambe le parti decisero di firmare la pace di Riga il 18 marzo 1921, dividendo i territori contesi in Bielorussia e Ucraina, tra la Polonia e la Russia.

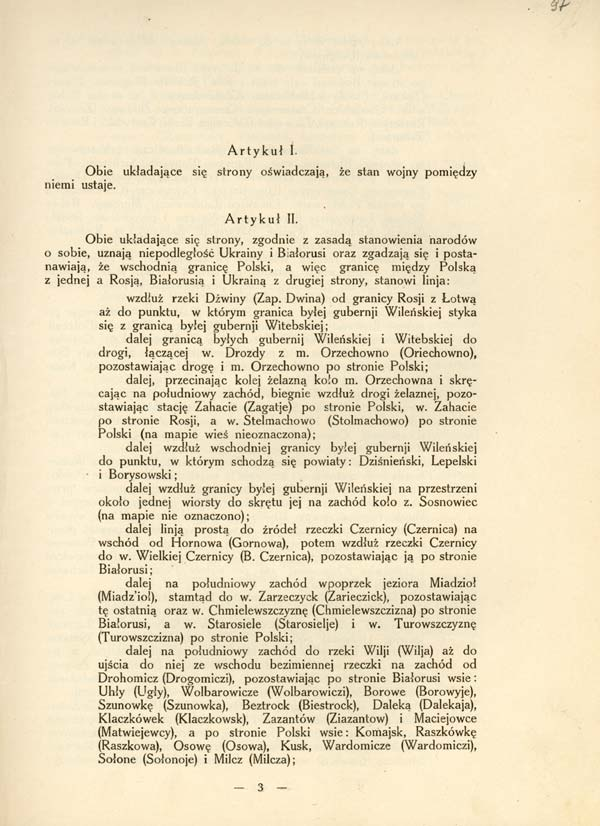
Seconda pagina del trattato, versione polacca

Gli ucraini condotti da Symon Petljura avevano combattuto fianco a fianco coi polacchi, ma a Riga furono traditi da questi ultimi. Il trattato violò l'alleanza militare della Polonia con l'Ucraina, che aveva esplicitamente proibito una pace separata. Peggiorò anche le relazioni tra la Polonia e la sua minoranza ucraina, che si sentì tradita dall'alleato polacco. Il sogno di Józef Piłsudski di creare una confederazione di Paesi indipendenti dell'Europa orientale (Międzymorze) fu ostacolato da questo trattato, in quanto la Polonia non si dimostrò in grado di sostenere gli obblighi dell'alleanza con l'Ucraina e il supporto della sua indipendenza: di conseguenza le relazioni polacco-lituane si deteriorarono con l'annessione polacca della città di Vilnius, la capitale della Lituania. Anche Lenin ritenne la pace insoddisfacente, e dovette temporaneamente rinunciare ai suoi piani di esportazione della rivoluzione.
D'altra parte, il trattato di Riga portò alla stabilità del confine orientale della Polonia. Il nuovo stato polacco cedette molte delle terre perse dalla Confederazione polacco-lituana durante la prima e seconda spartizione della Polonia a favore della Russia, con una considerevole minoranza polacca (meno di un milione) specialmente presso Sluck e Żytomierz. La popolazione che viveva sul lato polacco del confine di Riga, rimasto in Polonia, includeva polacchi (circa 6 milioni di cittadini), ucraini, bielorussi, lituani ed ebrei. Questo comunque non impedì i conflitti etnici durante la Grande depressione dal 1929 in avanti.
La Polonia doveva anche ricevere un compenso monetario (30 milioni di rubli) per gli introiti dell'Impero russo durante l'epoca della Polonia divisa. I russi dovevano anche restituite ai polacchi le opere d'arte e gli oggetti trafugati dopo il 1772. Entrambe le parti rinunciarono alle richieste dei pagamenti dei costi della guerra.